# Dykcertifikat
Dykcertifikat utfärdas av erkända dykutbildningsorganisationer. Dykcertifikaten beskriver dykarens utbildningsnivå.
Nedan presenteras en lista på certifikatsnivåer inom olika dykutbildningsorganisationer:
- PADI
  - Open Water
  - Advanced Open Water
  - Rescue Diver
  - Dive Master
- NAUI
- CMAS
  - * (Enstjärnig dykare)
  - ** (Tvåstjärnig dykare)
  - *** (Trestjärnig dykare)